# Dzwonek ręczny
Dzwonek ręczny – mały dzwon, instrument muzyczny, przy którym do gry używa się ręki. Aby zadzwonić, dzwonkarz (muzyk grający na tym instrumencie) chwyta dłonią dzwonek za pomocą lekko elastycznego uchwytu (tradycyjnie wykonanego ze skóry, obecnie coraz częściej wykonywany jest on z tworzywa sztucznego) i tak porusza nadgarstkiem, aby wprowadzić w ruch serce dzwonka (klaper).
Pojedynczy dzwonek może być zastosowany jako sygnał do przyciągnięcia uwagi ludzi lub do wezwania ich, jednak generalnie dzwonki ręczne stosuje się w zestawach (np. 3 oktaw dzwonków).

## Historia
Pierwsze strojone dzwonki ręczne zostały stworzone przez braci Roberta i Williama Corów w Aldbourne (Anglia) między 1696 a 1724.
Bracia Corowie początkowo tworzyli dzwonki do chomąt dla zwierząt, ale z nieznanych powodów zaczęli stroić je bardziej precyzyjnie w celu nadania poszczególnych tonów oraz wyposażać je w serca (klapery), które poruszały się tylko w jednym kierunku.
Pierwotnie nastrojone zestawy dzwonków ręcznych, takich jak np. wykonanych przez braci Corów, były używane w change ringing (sztuka dzwonienia zestawem nastrojonych dzwonów w określonej przez matematyczne algorytmy kolejności za pomocą liny; metoda bardzo podobna do carillon), w celu ćwiczenia także poza dzwonnicami. Dzwonnicy podczas ćwiczeń nie musieli już przebywać w zimnej wieży, lecz mogli ćwiczyć skomplikowane algorytmy w domu. Zestaw dzwonków ręcznych używany w change ringing miał taką samą liczbę dzwonków, jak tych w dzwonnicy – zazwyczaj sześć lub dwanaście dostrojonych do skali diatonicznej.

## Terminologia

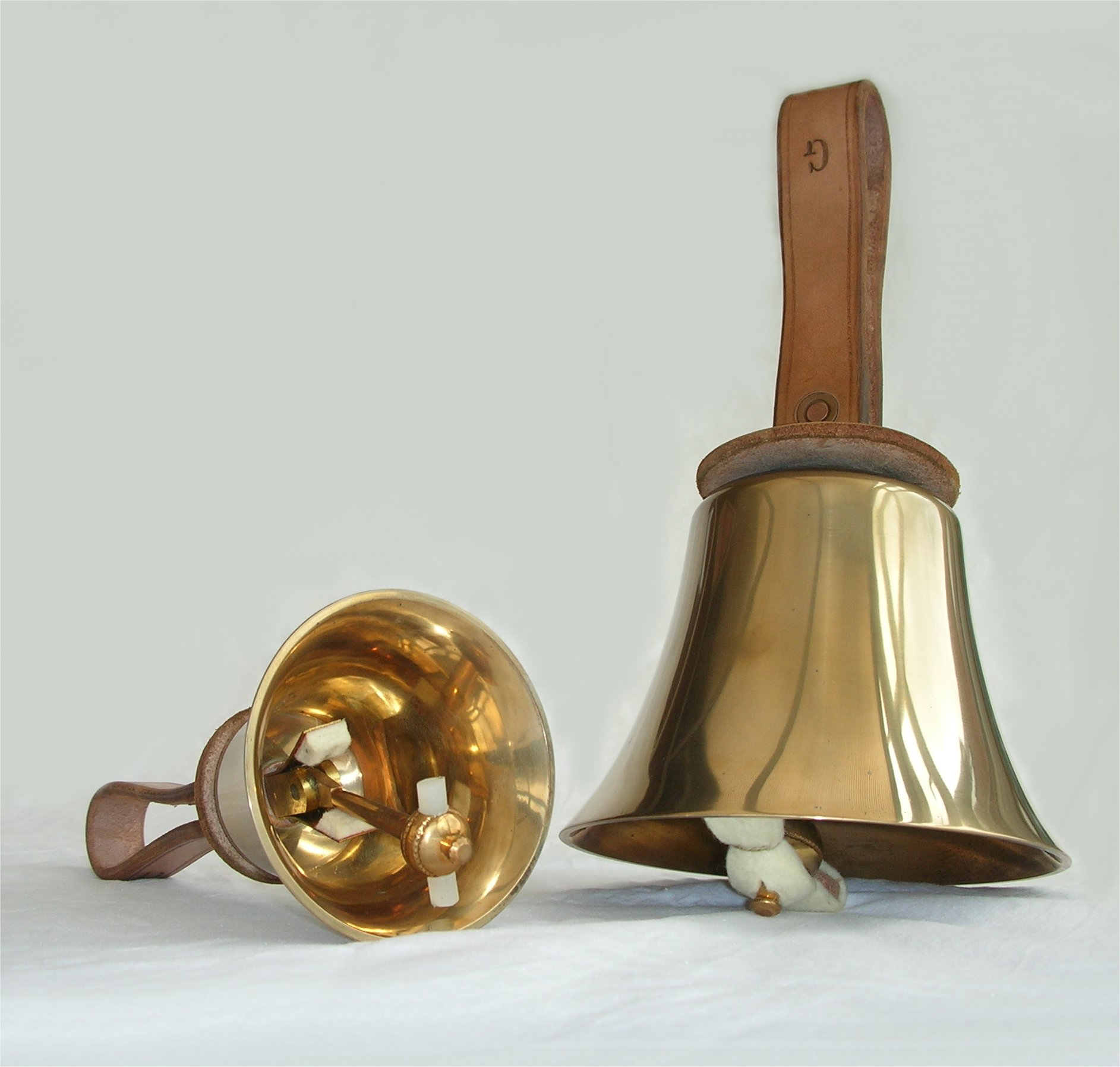
Dwa angielskie dzwonki, wyprodukowane przez Whitechapel Bell Foundry

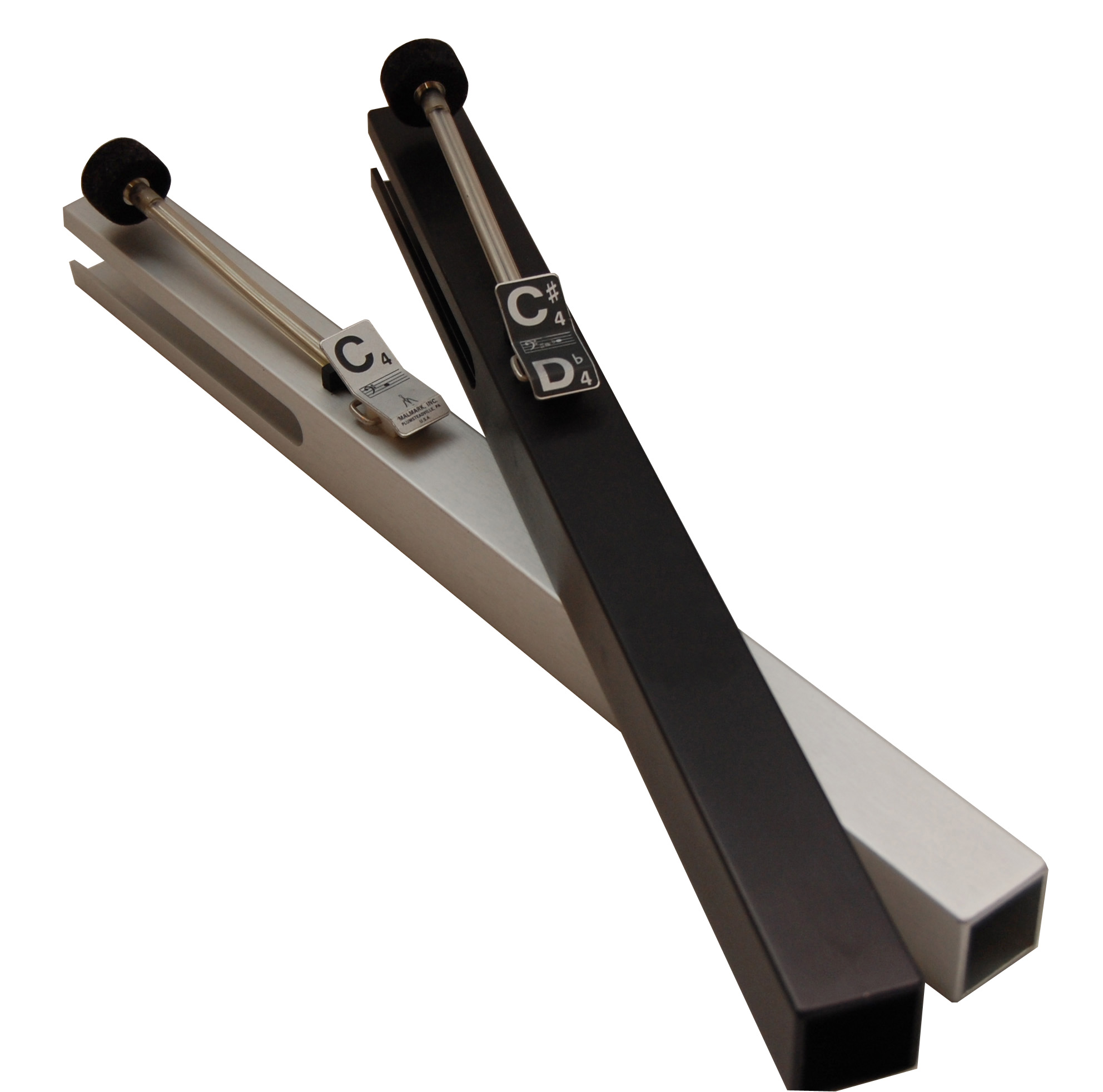
Instrumenty podobne do dzwonków ręcznych: dzwonki rurowe ręczne

Dzwonki używane przez zespoły dzwonkarskie są w większości angielskimi dzwonkami ręcznymi.
- Angielskie dzwonki ręczne – nazwa odnosi się do konkretnego typu dzwonków, a nie do kraju ich pochodzenia[5]. Prawie wszystkie zespoły korzystają z dzwonków wyprodukowanych bądź przez Malmark, bądź przez Schulmerich Carillons (obie firmy mają swoje siedziby w amerykańskim stanie Pensylwania). Ten typ dzwonków posiada skórzaną część klapera, który porusza się w jednym kierunku – tam i z powrotem – oraz sprężynę odpychającą serce po uderzeniu.
- Amerykańskie dzwonki ręczne są podobne do angielskich, różnią się przeważnie materiałami wykończeniowymi (np. plastikowy uchwyt zamiast skórzanego). Jednak w Stanach Zjednoczonych, w przeciwieństwie do Anglii, nie stosuje się tego rozróżnienia[6].
- Holenderskie dzwonki ręczne różnią się od angielskich jakością dźwięku. Są nastrojone w ten sposób, by podkreślać inne alikwoty[7].

W Wielkiej Brytanii stosuje się także inne rozróżnienie między angielskimi a amerykańskimi dzwonkami ręcznymi. Te pierwsze, produkowane np. przez Whitechapel Bell Foundry i są skonstruowane z tradycyjnych materiałów, takich jak np. skóra. W tych drugich (Malmark Inc. Bellcraftsmen lub Schulmerich Carillons) stosuje się tworzywa sztuczne do wytworzenia tego samego efektu.

## Charakterystyka
Dzwonek ręczny składa się z czterech głównych części: odlewu, podpórki, uchwytu oraz klapera. Do dwóch głównych cech charakteryzujących angielskie dzwonki ręczne należą klapery oraz zdolność do wytworzenia szeregu harmonicznego – alikwotów. Klaper w angielskim dzwonku osadzony jest na zawiasie i porusza się tam i z powrotem w jednym kierunku, w przeciwieństwie do ręcznego dzwonka szkolnego, w którym serce dzwonka porusza się swobodnie w dowolnym kierunku. Posiada również sprężynę, która odbija klaper i pozwala na swobodne ponowne dzwonienie. Alikwoty w angielskim dzwonku ręcznym znajdują się o dwanaście tonów powyżej tonu podstawowego (oktawa i kwinta), podczas gdy holenderskie dzwonki ręczne (np. Petit & Fristen) koncentrują się na decymie małej (oktawa i tercja mała) bądź decymie wielkiej (oktawa i tercja wielka) powyżej tonu podstawowego. Producenci zwracają uwagę na każde alikwoty dzwonków, szczególnie na to, aby wszystkie dzwonki w zestawie tworzyły zgodny szereg harmoniczny. Każda z odlewni posiada unikalną formułę dla podkreślania albo pomniejszania określonych alikwotów, w celu wytworzenia tego specyficznego dźwięku.

## Zespoły dzwonkarzy

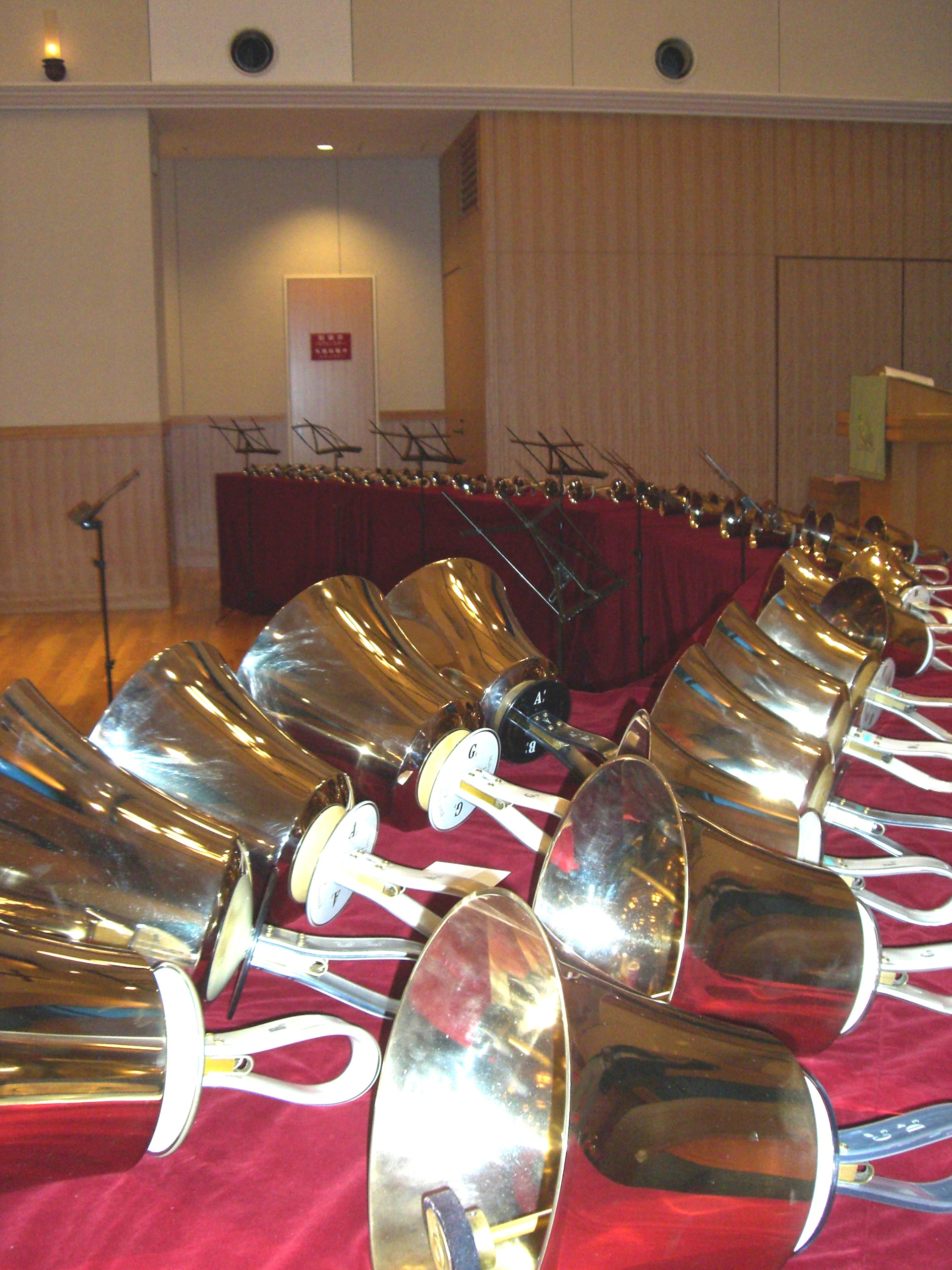
Zestaw dzwonków przygotowanych do występu

Zespół dzwonkarzy lub zespół dzwonkarski to grupa, która za pomocą dzwonków ręcznych gra rozpoznawalną muzykę z melodią i harmonią.
Zestaw dzwonków obejmuje wszystkie nuty skali chromatycznej. Mniejsze zespoły używają zazwyczaj jedynie 25 dzwonków (dwie oktawy), jednak zestawy są często większe, sięgają nawet do siedmiu oktaw:
| Liczba oktaw | Zakres dzwonków | Liczba dzwonków | Liczba dzwonkarzy |
| ------------ | --------------- | --------------- | ----------------- |
| 2            | G4 – G6         | 25              | ok. 7-8           |
| 3            | C4 – C7         | 37              | 11                |
| 4            | G3 – G7         | 49              | ok. 11-13         |
| 5            | C3 – C8         | 61              | ok. 11-15         |
| 6            | G2 – G8         | 73              | ok. 11-15         |
| 7            | C2 – C9         | 85              | ok. 15            |

Dzwonki są zazwyczaj umieszczone na „padach” (ang. pad), czyli swoistych poduszkach z gąbki, a te na stabilnych i szerokich stołach. Materiał ten chroni powierzchnię dzwonków, wykonaną z brązu, przed uszkodzeniami, a także hamuje dzwonki przed stoczeniem się. W przeciwieństwie do orkiestry lub chóru, w którym każdy muzyk jest odpowiedzialny za jeden wiersz partytury, zespół dzwonkarski gra wspólnie jako jeden instrument, a każdy z dzwonkarzy odpowiedzialny jest jedynie za poszczególne nuty.
Zespoły dzwonkarskie często związane są z kościołami, jednak w ostatniej dekadzie obserwuje się wzrost liczby zespołów ze społeczności lokalnych, niezwiązanych z kościołami. Niektóre szkoły oferują grę na dzwonkach ręcznych w swoim programie muzycznym (początkowe klasy uczą się gry na dzwonkach rurowych ręcznych, kolejne zaś na dzwonkach ręcznych).

### Na świecie
Międzynarodowy Komitet Dzwonków Ręcznych (ang. International Handbell Committe) powstał w 1990 w celu wystosowania standardów i celów dla „Międzynarodowego Sympozjum Dzwonków Ręcznych” (ang. International Handbell Symposium). Komitet składa się z przewodniczącego i reprezentantów sześciu największych na świecie związków zespołów dzwonkarskich, które wspólnie organizują sympozjum. Są to:
- „Amerykański Związek Angielskich Dzwonkarzy Ręcznych” (ang. American Guild of English Handbell Ringers), zał. 1954
- „Japońscy Dzwonkarze Ręczni (ang. The Handbell Ringers of Japan), zał. 1976
- „Kanadyjski Związek Dzwonków Ręcznych” (ang. The Handbell Guilds of Canada), zrzesza pięć prowincjalnych stowarzyszeń dzwonków ręcznych, najstarszy zał. 1985
- „Dzwonkarze Ręczni Wielkiej Brytanii” (ang. The Handbell Ringers of Great Britain), zał. 1967
- „Australijskie Towarzystwo Dzwonków Ręcznych” (ang. The Handbell Society of Australasia), zał. 1983
- „Stowarzyszenie Koreańskich Dzwonków Ręcznych” (ang. the Korean Handbell Association), zał. 1985[12].

„Międzynarodowe Sympozjum Dzwonków Ręcznych” powstało w 1988 i organizowane jest co dwa lata w jednym z sześciu państw wyżej wymienionych związków: Australia, Kanada, Wielka Brytania, Japonia, Korea i Stany Zjednoczone. Umożliwiają one między innymi interakcję różnych zespołów oraz podwyższają kwalifikacje (poprzez kilkudniowe warsztaty z wysokiej klasy muzykami). W trakcie sympozjum pod batutą jednego dyrygenta gra jednocześnie nawet do tysiąca dzwonkarzy z całego świata.
Dzwonki ręczne po raz pierwszy pojawiły się w Stanach Zjednoczonych w 1902 dzięki Margaret Shurcliff. Otrzymała ona w Londynie zestaw dziesięciu dzwonków od Arthura Hughesa, kierownika Whitechapel Bell Foundry (najstarszej odlewni w Wielkiej Brytanii).

### W Europie

#### Wielka Brytania
Wśród wymienionych wyżej sześciu związków dzwonkarskich tylko jeden ma swoją siedzibę w Europie – jest to stowarzyszenie „Dzwonkarze Ręczni Wielkiej Brytanii”, założone w 1967 w celu promowania sztuki grania na dzwonkach ręcznych. Stowarzyszenie jest podzielone na osiem regionów: Szkocję, North East, North West, East Midlands, West Midlands, East Anglia, South East, South West.

#### Niemcy

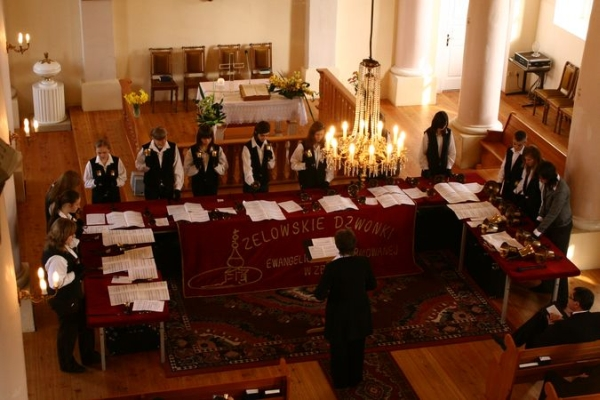
Zelowskie Dzwonki – koncert jubileuszowy 2009

Wśród pozostałych krajów europejskich pod względem liczby zespołów dzwonkarskich wyróżniają się Niemcy. Działa tam ok. 29 zespołów, najstarszy z nich, „Hephata Handglockenchor” ze Schwalmstadt, założony został w 1973. W pozostałych krajach zespoły dzwonkarskie są nieliczne i mało znane.

#### Polska
W Polsce pierwszy i jak dotąd jedyny zespół dzwonków ręcznych powstał w 1999 w Zelowie i działa do dziś pod nazwą Zelowskie Dzwonki przy parafii ewangelicko-reformowanej w Zelowie. Posiada on dwa zestawy dzwonków ręcznych i jeden zestaw dzwonków rurowych ręcznych (MelodyChime) firmy Schulmerich Carillons. Założycielem (i dyrygentem zespołu do 2010) była ksiądz Wiera Jelinek.

## Muzyka
Zespoły dzwonkarskie w zasadzie grają muzykę skomponowaną bądź zaaranżowaną specjalnie na te instrumenty ze względu na ich donośny dźwięk, ograniczony przez liczbę dzwonków w zestawie zakres nut oraz niezmienne położenie danych nut na pięciolinii (występują wyjątki od tej reguły).

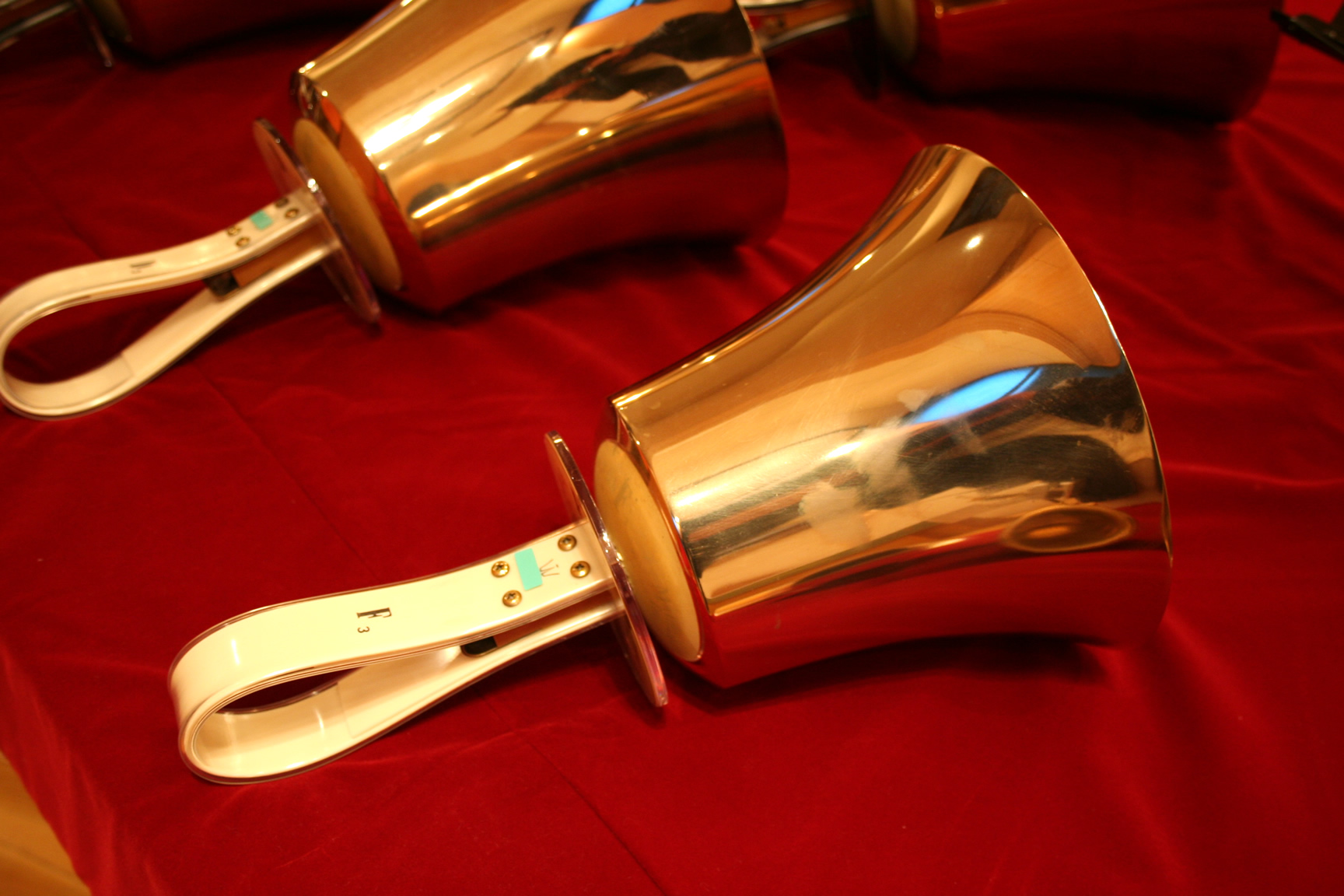
Na pierwszym planie: dzwonek ręczny F_{3}

Wszyscy dzwonkarze mają przed sobą pełną partyturę. Jest ona podobna do partytury fortepianu z kilkoma wyjątkami: C♯ powyżej c1 i wszystkie nuty poniżej są zapisane w kluczu basowym, a D♭ powyżej c1 i wszystkie nuty powyżej są zapisane w kluczu wiolinowym. Występują jednak odstępstwa od tej reguły w partyturach przeznaczonych do solowych występów lub dla zespołów z mniejszą liczbą dzwonków, także nuty przeznaczone na dzwonki jeszcze kilkanaście lat temu nie posiadały tej reguły. Muzyka dla dzwonków ręcznych jest napisana o oktawę niżej niż rzeczywisty dźwięk dzwonków, więc np. środkowe C – c1 jest faktycznie nutą c2. Dla uproszczenia, dzwonek ten nadal jest określany jako środkowe C (c1). Należy jednak zaznaczyć, iż dzwonki ręczne mają inne oznaczenia nut: c1 to C5 dzwonkowe, c2 to C6 dzwonkowe, itd. Także H oznaczone jest jako B. Zatem przykładowa piąta oktawa wygląda tak:
C5, C♯5/D♭5, D5, D♯5/E♭5, E5, F5, F♯5/G♭5, G5, G♯5/A♭5, A5, A♯5/B♭5, B5, C6.
Istnieje szereg skrótów i oznaczeń używanych wyłącznie lub prawie wyłącznie w muzyce dzwonków ręcznych. Najczęściej występują: LV (let vibrate); R (ring); SK (shake); TD (thumb damp); PL (pluck); SW (swing) – znaczenia: patrz niżej. Stosuje się także powszechne oznaczenia tempa, oznaczenia dynamiki oraz oznaczenia artykulacji.

## Techniki grania
Występują trzy podstawowe style grania na dzwonkach ręcznych: In-hand (ang. w ręce), Off-table (ang. ze stołu) oraz styl amerykański, będący połączeniem dwóch pierwszych.
- In-hand – według tego stylu każdy dzwonkarz podczas trwania całego utworu trzyma w dłoniach określoną liczbę dzwonków – po jednym w każdej ręce, bądź techniką four-in-hand (patrz niżej). Styl ten wykorzystuje się najczęściej w procesjach bądź defiladach, ponieważ nie są do niego potrzebne stoły[19].
- Off-table – według tej metody dzwonki znajdują się na stołach, na których uprzednio wyłożone zostały pady. Dzwonki są ustawione w pozycji pionowej, co umożliwia dokładniejsze wykorzystanie miejsca przez wyłożenie większej liczby dzwonków przed jednym dzwonkarzem. Z tego względu z tego stylu korzystają zazwyczaj mniej liczne zespoły dzwonkarzy. Metoda uderzania dzwonkiem różni się także od In-hand. Gdy dana nuta ma zostać zagrana, dzwonkarz podnosi dzwonek do góry jednocześnie wydobywając z niego dźwięk, po czym odkłada dzwonek na stół. Gdy ta sama nuta ma zostać zagrana dwa razy z rzędu, dzwonkarz najpierw podnosząc dzwonek wydobywa z niego dźwięk (tzw. up stroke), a następnie odkładając go na stół wydobywa drugi dźwięk (tzw. down stroke)[19].
- Styl amerykański – jest połączeniem dwóch powyższych i jest także najczęściej używanym stylem. Dzwonki są ułożone na padach w pozycji poziomej, a każdy z dzwonkarzy ma do dyspozycji najczęściej po cztery dzwonki. Dźwięk dzwonków wydobywa się poprzez down stroke[19].

Aby zagrać dzwonkiem należy poruszyć nim w taki sposób, by serce dzwonka (klaper) uderzyło wewnętrzną powierzchnię dzwonka. Zazwyczaj dzwonkarz trzyma go przed sobą na wysokości ramion, sercem dzwonka ku górze, aby następnie szybkim ruchem nadgarstka i ręki po linii eliptycznej spowodować uderzenie klapera. Dźwięk dzwonka będzie brzmieć tak długo, z jaką siłą nim zadzwoniono, albo dopóki dzwonkarz nie przytłumi go na swoim ciele bądź padzie.

### Techniki dla pojedynczych dzwonków

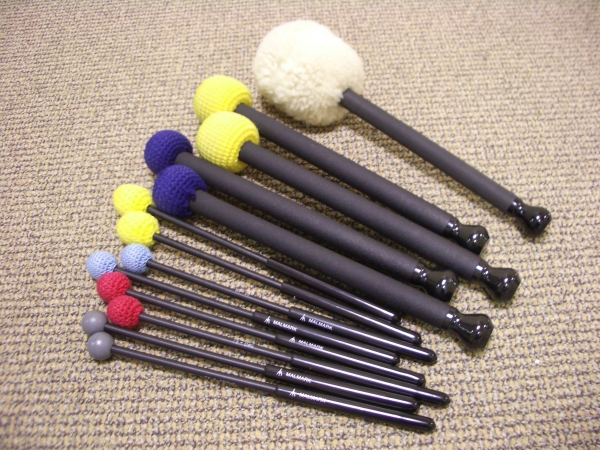
Wszystkie rodzaje malletów firmy Malmark

Techniki grania na dzwonkach ręcznych znacznie zmieniały się w przeciągu kilkudziesięciu lat. Poza podstawową, wyżej wymienioną, istnieje dużo innych:
- let vibrate – podobne zastosowanie jak prawego pedału (pedału forte) w fortepianie, po zadzwonieniu dzwonkiem nie przytłumia się go od razu
- ring – podstawowa technika dzwonienia, może znaczyć także koniec LV
- shake – szybkie i nieustanne dzwonienie przez długość trwania nuty
- thumb damp – zadzwonienie z palcem przyłożonym do dzwonka, wywołuje to efekt staccato
- pluck – zadzwonienie samym klaperem w pozycji poziomej (dzwonek leży na padzie)
- martellato – uderzyć dzwonkiem w pad, tworzy to efekt szybkiego przytłumienia dźwięku
- swing – zagranie dzwonkiem w normalnej pozycji i wykonanie techniki huśtawki: szybkie opuszczenie go w dół, następnie szybkie przywrócenie go do normalnej pozycji
- malleting – technika wykorzystująca różnego typu pałki (mallety), którymi uderza się zewnętrzną powierzchnię dzwonka. Tworzy to efekt staccato, gdy dzwonek leży na padzie, normalny dźwięk, gdy dzwonek uderzony jest w powietrzu, albo drum-roll (efekt werbla), gdy szybko uderza się kilkoma (zazwyczaj dwoma) malletami w jeden dzwonek.
- echo – technika dodaje krótki impuls do nieprzerywanego dźwięku. Wykonuje się to za pomocą delikatnego dotykania obręczy (ust dzwonka), wibrującego dzwonka do padu na stole.

### Techniki dla kilku dzwonków

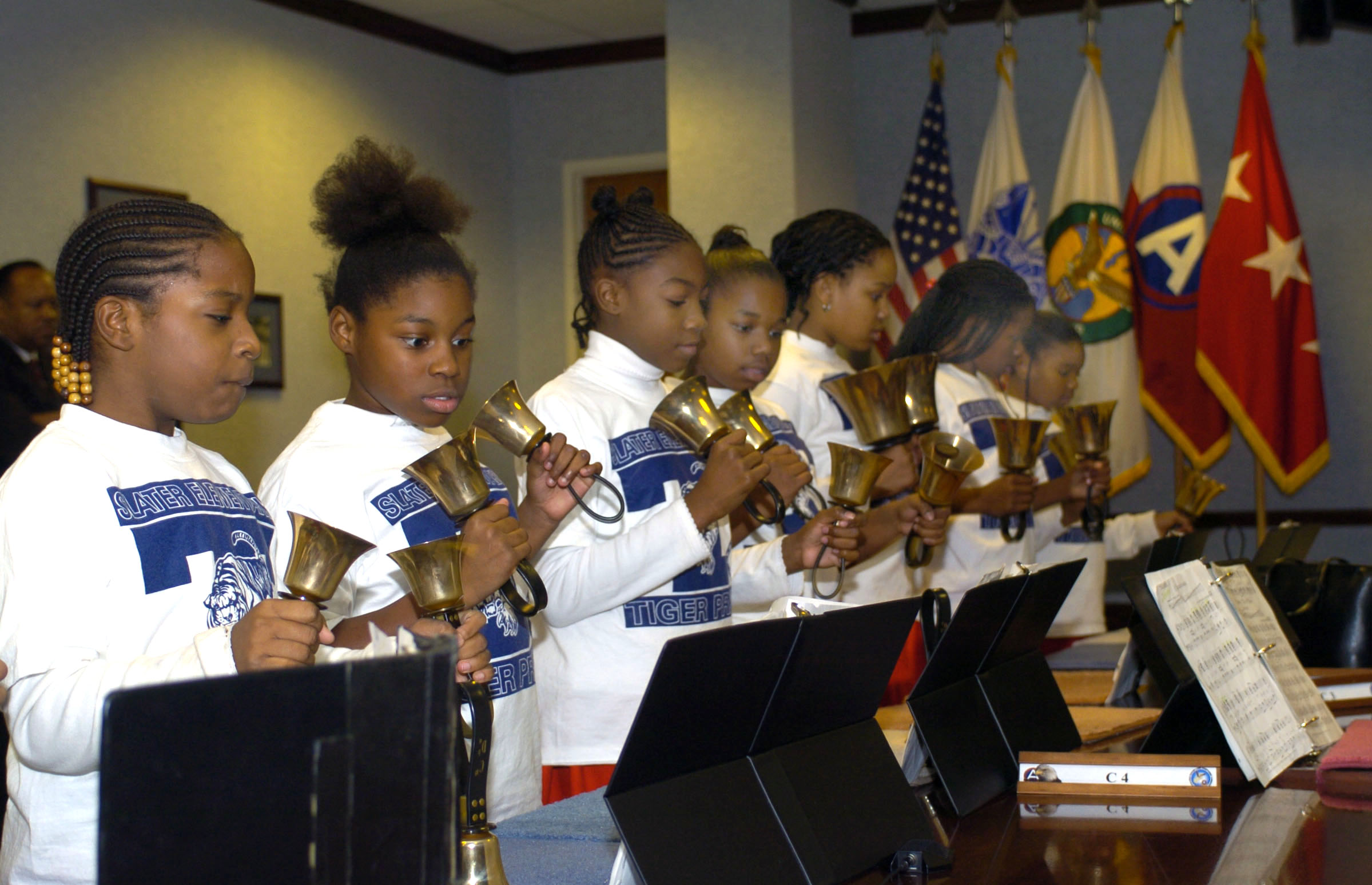
Dzwonkarze podczas występu

Tradycyjne techniki grania dopuszczają jednemu dzwonkarzowi grać dwoma dzwonkami jednocześnie (po jednym w każdej ręce). W zależności od liczby dzwonków potrzebnych do konkretnego utworu i liczby dzwonkarzy w zespole, bądź w zależności od skomplikowanego fragmentu utworu, może być konieczne wykorzystanie techniki grania kilkoma dzwonkami w jednej ręce w tym samym bądź w różnym momencie.
- Four-in-hand znaczy dosłownie „cztery w ręce”, jednak dotyczy to techniki trzymania dwóch dzwonków w każdej ręce, przy czym klapery obu dzwonków znajdują się pod kątem prostym w stosunku do siebie. Pozwala to dzwonkarzowi na granie w tradycyjny sposób podstawowym dzwonkiem, bądź pod innym kątem dzwonkiem drugim. Te same dwa dzwonki mogą być także grane jednocześnie przy ułożeniu ręki pod kątem 45°. Techniki four-in-hand używa się do grania kilku pozycji jednocześnie albo do zagrania dźwięków alterowanych.
- Shelley ringing jest podobną techniką do poprzedniej, z wyjątkiem tego, że klapery obu dzwonków skierowane są w tym samym kierunku. Korzystając z tej techniki, dzwonkarz może jednocześnie zagrać dwoma dzwonkami. Technika shelley wykorzystywana jest zazwyczaj przy graniu dwóch tych samych nut, przy czym druga jest wyższa od pierwszej o oktawę (np. C7 i C8). Technikę tę można łączyć między innymi z martelatto i shake, co jest prawie niemożliwe przy technice four-in-hand.
- Six-in-hand znaczy dosłownie: „sześć w ręce”, jednak dotyczy techniki trzymania trzech dzwonków w każdej ręce, jest to bardziej rozbudowana technika four-in-hand.
- Weaving (dosłownie: tkanie) – technika ta należy do podstawowych i umożliwia granie kilkoma dzwonkami w krótkim odstępie czasu, przy użyciu padu do wyciszenia dzwonka, w celu podniesienia kolejnego wolną ręką.